# Кучки (Медведевський район)
Ку́чки (рос. Кучки, марій. Кучкасола) — присілок у складі Медведевського району Марій Ел, Росія. Входить до складу Азяковського сільського поселення.

## Населення
Населення — 81 особа (2010; 93 у 2002).
Національний склад (станом на 2002 рік):
- лучні марійці — 76 %